# Eupithecia provincialis
Eupithecia provincialis är en fjärilsart som beskrevs av Siepi 1933. Eupithecia provincialis ingår i släktet Eupithecia och familjen mätare. Inga underarter finns listade i Catalogue of Life.